# 뉴 걸
뉴 걸(New Girl)은 미국의 시트콤으로, 남자친구와 헤어진 한 중학교 교사인 그녀와 한 집에서 살게 된 세 남자의 이야기이다.
현지에서는 FOX를 통해 2011년 9월 20일부터 2018년 5월 15일까지 방영했다. 대한민국에서는 방영되지 않았다.

## 줄거리

### 등장인물
중학교 교사인 주인공 제스 데이(조이 데이셔넬 분)는 동거하던 남자친구가 바람을 피운 사실을 알고 인터넷에서 본 집으로 이사한다. 이후 세 명의 룸메이트: 닉 밀러 (제이크 존슨 분), 슈미츠 (맥스 그린필드 분), 윈스턴 비숍 (러몬 모리스 분)과 함께 로스앤젤레스의 아파트에서 살아가게된다.
첫 번째 룸메이트인 닉 밀러는 현재 바텐더를 하고 있지만, 로스쿨을 3학기 남기고 자퇴한 전적이 있다. 그 이유는 4년 동안 사귄 대학시절 여자친구인 캐롤라인 (메리 엘리자베스 엘리스 분) 에게 실연당했기 때문이다. 이후로 그는 매사에 시니컬하고 부정적이게 되었다.
두 번째 룸메이트인 슈미츠는 닉의 대학시절 룸메이트로 이후 10년간 함께 거주중인 친구이다. 그는 유대인임을 자랑스럽게 생각하며, 현재 여성들로 가득찬 여성용품를 다니고 있다. 대학시절 비만이었던 그는 친구 코치 (데이먼 웨이언스 주니어 분)의 도움으로 살을 뺐고 그 이후로 과도하게 멋을 내는 등 외모에 광적인 집착을 보인다.
마지막으로 윈스턴은 라트비아에서 프로 농구선수로 활동했으나 팀에서 방출된 후 두 번째 에피소드에서 미국으로 돌아왔다. 그는 닉의 어렸을 때 친구이기도 하며, 승부욕이 대단하지만 여자친구에겐 무관심한 인물로도 그려진다. 또한 새 직장을 찾으려 안간힘을 쓰는 실직자이기도 하다.
이와 더불어 등장하는 제스의 소꿉친구인 씨씨 (해나 시몬 분)는 현직 활동중인 모델이며, 인도계 미국인이다. 현재 동료 모델들과 같은 아파트에 함께 살고 있다.

### 시즌 1
시즌 1은 바람을 피운 전 남자친구 스펜서 (이언 월터스토프 분)을 잊고 다시 싱글의 삶으로 돌아가기 위한 제스의 이야기가 주요 내용이다. 여섯번째 에피소드에서는 저스틴 롱이 직장 동료인 음악선생님 폴 겐즐링어로 출연해, 추수감사절부터 크리스마스까지 사귀는 사이로 나왔다. 이후 한동안 밸런타인 시즌을 따라 가벼운 관계만 찾다가, 이후 가르치는 학생 사라의 아버지 러셀 쉴러(더멋 멀로니 분)라는 돈많은 이혼남과 갈등을 겪다가 사귀게 된다. 하지만 러셀이 전부인인 울리와 아직 관계가 정리되지 않은 것을 알고는 헤어진다. 제스는 시즌에 걸쳐 세 룸메이트들과 좌충우돌 사건을 통해 유대를 가지며 우정을 쌓는다. 특히 룸메이트인 닉과는 서로의 연애관계에 충고하거나 간섭하는 등 가까운 모습을 보였다.
닉은 시즌 1 동안 전 여자친구인 캐롤라인으로부터 받은 상처를 극복해나가는 과정이 그려졌다. 시즌 동안 등장한 그의 여자친구들에는 같은 바텐더인 아만다나 변호사인 줄리아 등이 있다. 줄리아와의 실연 이후 그는 슈미츠를 따라 대학 여학생들을 집중적으로 만나지만 곧 제자리를 찾는다. 시즌의 마지막에서는 캐롤라인과 다시 결합하여 동거를 결정하고 이사를 나가지만, 마지막 피날레에는 다시 아파트로 돌아왔다.
스스로 선수라고 생각하는 슈미츠는 분별없이 여자들과 관계를 갖는다. 여기엔 결혼식이면 항상 만나는 그레첸이나 직장상사인 킴, 모델 나디아, 클럽에서 만난 여자들 등이 포함된다. 하지만 항상 예전부터 좋아했던 씨씨와 비밀리에 관계를 갖고, 임신소동 이후에도 진지하게 사귀게 되지만, 인도인과 결혼하라는 씨씨 부모님의 압박과 본인의 실수로 헤어지게 된다.
윈스턴은 라트비아로 떠나기 전에 사귀던 셸비(칼리 호크 분)를 다시 부르지만 셸비는 한낱 가벼운 관계로 남기는 싫다며 그를 거절한다. 이후 윈스턴의 정성들인 사과를 통해 둘은 함께 안정적인 관계로 접어든다. 시즌 1에서는 그의 연애생활보다는 구직활동에 초점을 맞추는데, 슈미츠 상사의 아들을 돌봐주는 보모직부터 편지봉투만 붙이는 인턴직을 거쳐 자신이 좋아하는 스포츠 중계 라디오의 DJ직을 맡게된다.

### 시즌 2
시즌 2에서는 인원감축으로 인해 초등학교 선생님 직장을 잃은 주인공 제스의 새 삶을 그린다. 그녀는 지치지 않고 수많은 일자리를 찾으려 노력했는데, 슈미츠의 파티에서 일하는 샷걸이나 캐서롤 샨티의 주방보조, 씨씨의 모델 대타, 핼러윈 귀신의 집의 좀비 등이 있었다. 이후 7번째 에피소드에서 평생교육원에서 창의적 글쓰기를 가르치는 선생직을 맡게된다.
한편 연애생활로는 시즌 초반에 만난 의사인 샘과 육체적 관계로 시작해 연애를 시작한다. 샘과 데이트를 하면서 정신적인 교감은 룸메이트인 닉과 함께하는 이 시기는 닉으로 하여금 제스에게 호감을 갖게된다. 한편 닉은 바텐더 직장에 지겨워져 좀비 소설을 쓰려고 노력하는 등 개인적인 성찰을 갖고, 제스 이외에 스트리퍼인 앤지와 자유로운 연애를 하다가 일방적으로 이별을 통고받는다. 이후 둘은 함께 미심쩍은 제스의 학생인 에드거를 밀착조사하는 등 둘만의 시간을 보내며 친밀해진다. 15번째 에피소드에서는 술게임에서 둘이 키스를 하라는 벌칙을 받는데, 닉은 끝끝내 거절하다가 그날 밤에 제스에게 키스한다. 이후로 어색해진 둘 사이는 샘과의 이별과 슈미츠와 닉의 동거 10주년 파티 등으로 다시 친구사이로 돌아오지만, 제스는 닉에게 끌림을 인정하고, 나름대로의 데이트를 통해 결국은 시즌 피날레에선 진지한 관계로 발전했다.
슈미츠는 씨씨와 헤어지고 난 후 그녀가 로비(넬슨 프랭클린 분) 라는 새로운 남자친구를 사귀자 여자들과의 관계에 더욱 집착한다. 로비와 헤어지고 나서 슈미츠는 그녀에게 사랑을 고백하지만 기회를 날리고, 씨씨는 부모님의 압박으로 인도인 남자들과의 맞선을 연이어 보게 된다. 슈미츠는 그녀를 계속해서 따라다니지만 씨씨는 이미 쉬브랭(사티야 바야 분) 과 결혼을 전제로 사귀게 되고, 급속도로 프로포즈와 동시에 결혼을 준비하게 된다. 미련을 버리지 못하던 슈미츠는 대학 여자친구였던 엘리자베스(메릿 위버 분) 와 사귀지만 결혼식이 파토나고 두 여자 사이에서 결정을 해야될 상황에 놓인다.
윈스턴은 오랜 여자친구인 셸비와 권태기에 놓이고, 결국은 헤어진다. 한동안 일에 집중하던 그는 너무 절박해서 오히려 여자들에게 인기를 잃는데, 이때 데이지(브렌다 송 분)가 등장해 오랜 정체기에서 그를 벗어나게 해준다. 시즌 2에서 윈스턴은 연애 생활보다는 룸메이트들, 특히 제스나 슈미츠와의 우정에 더 큰 비중을 차지한다.